# فارس رملي
محمد فارس بن رملي (ولد في 24 أغسطس 1992) هو لاعب كرة قدم سنغافوري دولي يلعب حاليا لنادي بي كي إن إس في دوري السوبر الماليزي. يلعب فارس كجناح.

## روابط خارجية
- فارس رملي على موقع قاعدة بيانات كرة القدم.إي يو (الإنجليزية)
- فارس رملي على موقع ناشيونال فوتبول تيمز (الإنجليزية)
- فارس رملي على موقع Soccerway.com (الإنجليزية)
- فارس رملي على موقع عالم كرة القدم.نت (الإنجليزية)